# Golpe de Estado en Guinea Ecuatorial de 1979
El golpe de Estado de 1979 en Guinea Ecuatorial, también conocido como Golpe de la Libertad por sus partidarios y originalmente conocido como Operación León, fue un golpe de Estado militar perpetrado el 3 de agosto de 1979 por un grupo de oficiales salidos de la Academia Militar de Zaragoza liderados por el teniente coronel Teodoro Obiang, que depuso al dictador Francisco Macías Nguema. Tras el golpe, Obiang asumió la presidencia del país, cargo que sigue ostentando a día de hoy. Dado que Obiang formaba parte importante del gobierno de Macías, el golpe de 1979 es considerado por algunos como un golpe de palacio.
Actualmente, en conmemoración a los hechos, el 3 de agosto es una fiesta nacional en Guinea Ecuatorial, llamada «Día del Golpe de Libertad». Obiang ha reivindicado numerosas veces el golpe, declarando que «El 3 de agosto fue la fecha que salvó nuestro país». Los acontecimientos son conmemorados anualmente por el gobierno, mientras que la oposición en el exilio también suele organizar manifestaciones como muestra de rechazo al régimen.

## Antecedentes

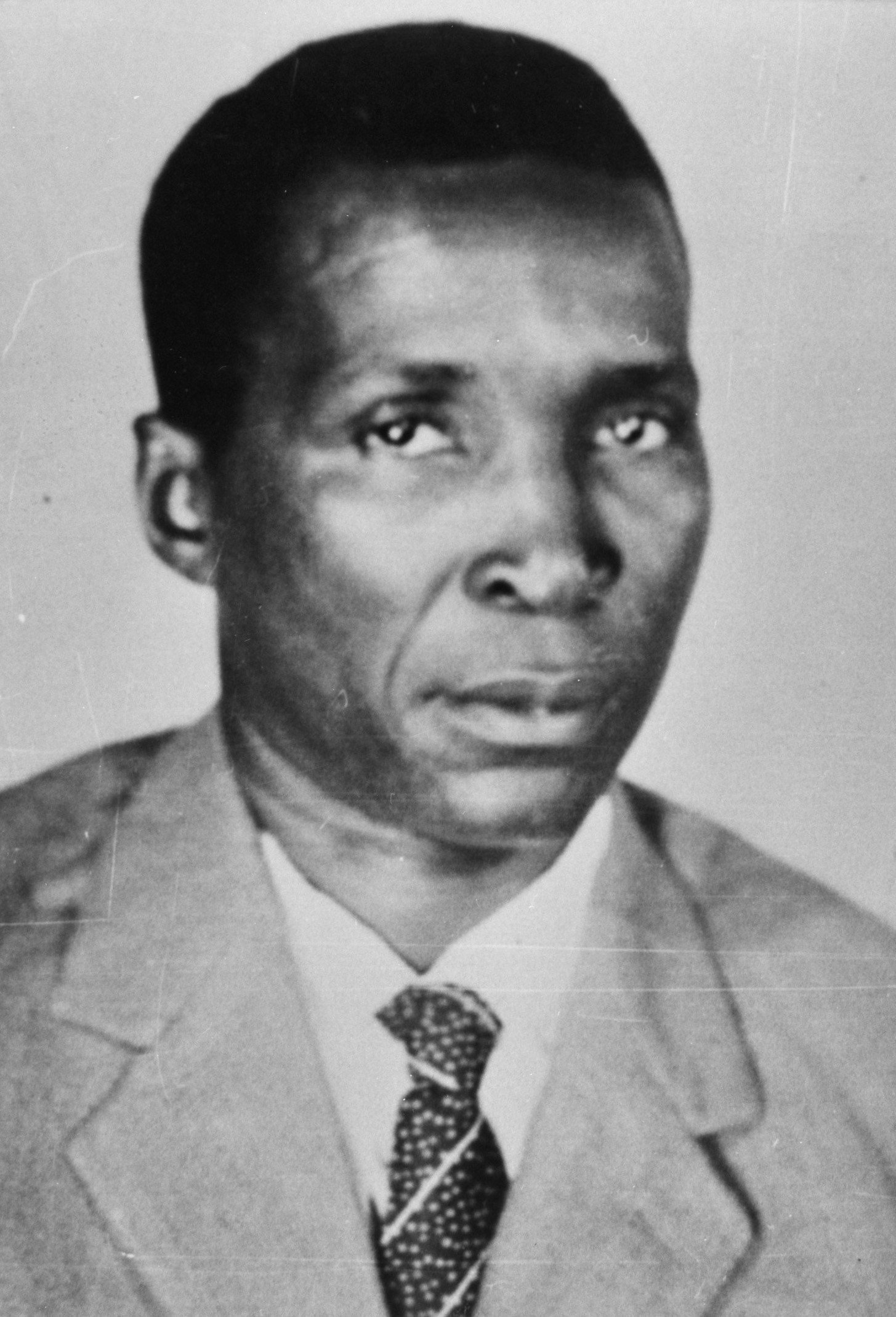
Francisco Macías Nguema.

En junio de 1979, el teniente coronel, comandante del Ejército, director de la Prisión Playa Negra y viceministro de Defensa Teodoro Obiang ideó un plan para eliminar a su tío, el presidente Francisco Macías, debido a los asesinatos masivos que este practicaba. En aquellos momentos, la situación política del país era difícil y la represión de Macías afectaba incluso a sus más allegados, puesto que el dictador desconfiaba de casi todos. En marzo de 1979, Obiang había sido humillado por la dictadura de Macías, cuando éste, en el marco de «trabajos revolucionarios» en el poblado de Nsegayong en los cuales participaban todos los estudiantes, funcionarios militares y la población en general, obligó a Obiang a cavar y cortar hierba con el machete.
Por otra parte, en aquellos momentos Guinea Ecuatorial era el país más pobre de África Central y uno de los más endeudados. Macías dejó de pagar su sueldo regular a los militares, lo que causó el enojo de Obiang, quién se vio económicamente afectado a causa de esto. En junio de 1979 un grupo de militares (entre los cuales se encontraba un hermano de Obiang) se había reunido con Macías para exigir sus salarios, y habían sido asesinados. Este episodio motivó a Obiang a actuar.
El plan consistía en enviar un refuerzo de soldados a la escolta de Macías: los soldados habían recibido la orden de detener o eliminar al presidente. La escolta acompañó a Macías a un pueblo, donde un alférez perteneciente al grupo de uniformados enviados por Obiang realizó una visita a su hermano encarcelado, a quien le comunicó del complot para darle ánimos. El hermano del alférez, ilusionado, corrió el rumor por la prisión. El complot llegó a oídos de Macías y el 16 de junio este llevó adelante una matanza masiva en la que fueron asesinados incluso varios miembros de su familia. El alférez implicado en el complot logró huir a Gabón, pero Macías igualmente ordenó la ejecución de su hermano y sus padres. Macías también ordenó la detención de toda su escolta y el asesinato de todos los presos de la cárcel. En esos días, más de 100 personas fueron asesinadas bajo la acusación de «intento de conspiración y asesinato contra el presidente vitalicio». La intentona golpista de junio de 1979 constituyó el primer intento serio de rebelión en Guinea Ecuatorial desde la llegada de Macías al poder.
La matanza convenció a Obiang de que Macías ya no actuaba con racionalidad y debía ser derrocado de una vez por todas.
Macías nunca se enteró de que Obiang era el autor del plan, aunque desde entonces comenzó a desconfiar mucho de él. Poco después de las matanzas, Macías se reunió con Obiang y este fue sometido a un largo interrogatorio acerca de su lealtad al régimen. Si bien durante el interrogatorio Obiang se defendió argumentando que siempre trataba de cumplir con los deberes que le conferían los cargos que ocupaba, Macías le acusó, entre otras cosas, de traidor. A pesar de esto, la reunión terminó sin que ocurriera nada.

«Yo sin saberlo, la gente me daba por muerto. Pues, los que acudían a dicho lugar no regresaban con vida. Así fue que me encontré con Macías en pleno bosque. Él me sometió a un largo interrogatorio acerca de mis ideas. Ante mis respuestas, el ambiente se caldeaba en contra mía. Al verme rodeado por los matones del presidente opté por callarme. No pasó nada y regresamos al pueblo.»
Teodoro Obiang, en sus memorias.

## Golpe del 3 de agosto

### Preparativos

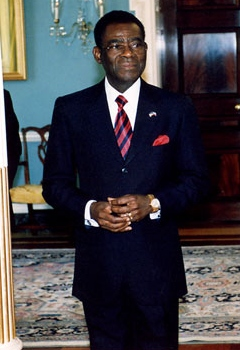
Teodoro Obiang Nguema Mbasogo, líder del golpe.

A fines de julio, Obiang decide organizar un segundo intento de derrocar a Macías. 

«A partir de ese momento, ya me planteé seriamente, como no lo había hecho en ningún otro momento, la alternativa de acabar con el régimen dictatorial antes de que éste acabase con las vidas humanas y con el propio país.»
Teodoro Obiang, en sus memorias.

Obiang tomó la iniciativa tras una larga meditación. Había pensado en renunciar a todos sus cargos y retirarse del ejército, pero sus propios compañeros de armas lo disuadieron. Finalmente decidió encabezar otra sublevación militar.
Encontrar fuerzas que le apoyaran en su intento fue sencillo, ya que quienes aún no habían sido víctimas de Macías también simpatizaban con la idea de derrocarlo. Fuentes próximas dicen que Obiang también actuó por instinto de supervivencia, ya que temía caer en desgracia ante Macías y convertirse así en otra de sus víctimas. Según Daniel Oyono Ayingono, primo de Obiang y ministro de Macías, Obiang temía un linchamiento por parte de las fuerzas armadas o la población en caso de que Macías fuese derrocado por otra persona, debido a su importancia dentro del Gobierno. Obiang también temía tener problemas laborales, puesto que se enteró de que su primo Teonesto Macías Bindang, hijo de Macías formado militarmente en Cuba que regresaría pronto a Guinea Ecuatorial, pasaría a reemplazarlo por órdenes de Macías como jefe del Ejército, lo cual se traduciría en una caída en desgracia. Efectivamente, en ese momento Macías ya había advertido que Obiang tenía demasiado poder.
Obiang contactó con militares descontentos y con altas esferas del poder (muchos de ellos antiguos compañeros de Obiang en la Academia Militar de Zaragoza), que al igual que él sentían que en cualquier momento podían ser víctimas de Macías. En particular, muchos soldados se adhirieron al golpe, lo cual era comprensible puesto que llevaban meses sin recibir un sueldo. Obiang también solicitó al Gobierno español (enviando cartas al presidente Adolfo Suárez y al rey Juan Carlos) apoyo económico y militar, pero España rechazó su propuesta porque no quería verse involucrada en conflictos. En contraste, el gobierno de Gabón, bajo el presidente Omar Bongo, envió refuerzos.
Se estableció el 5 de agosto como fecha para dar el golpe. Sin embargo, el plan se filtró y la guardia de Macías reforzó la vigilancia buscando indicios de golpe. En este punto, Obiang temió que se desatara una guerra civil, sin embargo comprendió que no podía echarse atrás y decidió acelerar el proceso.
Antes de dar el golpe, Obiang envió a su esposa Constancia Mangue, a su hijo Teodorín, a su hermano Antonio Mba Nguema y a su tío Fructuoso Mba Oñana a Libreville, capital de Gabón, mientras que envió a Celestina Lima, otra de sus esposas, y a otros cuatro de sus hijos a Canarias en España.  Previo al golpe, Obiang también estudió detenidamente la posible reacción de otros países.

### El golpe
En vísperas de la ejecución del golpe militar, Macías le pidió a Obiang que ambos se reunieran. Convencido de que Macías iba a asesinarlo, Obiang le dijo a Macías que los aviones en que debía viajar hasta donde el dictador se encontraba tenían problemas técnicos. Macías no le creyó y por el contrario le exigió ya bajo amenazas que se presentase inmediatamente en su palacio. Obiang no le obedeció y tomando la iniciativa militar, Macías ordenó el envío de barcos a la isla de Bioko para tomar la ciudad de Malabo. En respuesta, Obiang (en su calidad de jefe del Ejército, viceministro de Defensa y gobernador de Bioko) dio la orden de hundir cualquier barco que se acercara a las costas de la isla.
El 2 de agosto por la noche comienzan a sonar himnos legionarios españoles por la radio.
En la medianoche del 2 al 3 de agosto de 1979, Teodoro Obiang aparece en la cárcel pública de Black Beach (Playa Negra), acompañado del, hasta entonces, recluso capitán Salvador Ela Nseng, compañero de armas de Obiang. Se anuncia que se ha tomado la decisión de dar un golpe de Estado para salvar al pueblo de Guinea Ecuatorial de la opresión que sufre y del mal gobierno de Macías. Se suman a la gesta todos los militares detenidos (entre ellos Eulogio Oyó y Cristino Seriche Bioko) y toman un avión en la misma noche para trasladarse a la región continental. Obiang no estaba entre ellos, puesto que durante todo el golpe permanecería en Malabo. El teniente coronel tenía preparado un avión para escapar del país en caso de que el golpe fracasara. Otras fuentes citan que se trataba de un barco español. La ausencia de Obiang en la Región Continental le ha hecho ser objeto de críticas, pues existe por este motivo la percepción de que Obiang no tuvo una participación directa en los acontecimientos.
El 3 de agosto de 1979, en la madrugada, un grupo de oficiales sublevados (todos salidos de la Academia Militar de Zaragoza) entre los que se encontraban Obiang, Eulogio Oyó Riqueza, el vicepresidente de la República Bonifacio Nguema Esono Nchama, caído en desgracia y máximo responsable del cuerpo cubano instalado en Guinea, el teniente de navío y jefe de la Marina Nacional Florencio Mayé Elá,  el capitán de Infantería Salvador Elá Nseng, el alférez de la milicia popular Braulio Nsue Ona, el alférez Félix Mba Ondo Nchama, jefe militar de Río Muni caído en desgracia, y el gobernador del Banco Popular de Guinea Ecuatorial Damián Ondo Maye Avang, inició el golpe de Estado contra Macías. Salvador Ela asumió el mando de las tropas golpistas en Malabo. Éstas se posicionaron en puntos estratégicos de la ciudad.
El grupo de oficiales sublevados envió un telegrama a Macías (que se encontraba en el Distrito de Mongomo, en uno de sus palacios) en el que le exigían que entregara el poder y se quedara en su poblado natal de Nsegayong, asegurándole que respetarían su vida, la de su familia y sus bienes si aceptaba su destitución. También el presidente de la Asamblea Nacional Popular fue enviado a hablar con Macías.  Inicialmente, el plan de los golpistas era detener a Macías y mantenerlo confinado, evitando un golpe militar violento. Algunos fieles de Macías contactaron con Obiang para intentar convencerlo de parar la insurrección, pero Obiang se negó.
Al enterarse de lo que estaba sucediendo, Macías (según el testimonio de uno de los pintores que trabajaban en el palacio) sufrió un ataque de risa nerviosa y se puso un chaleco antibalas. Se le escuchó decir «Con los azotes que le he dado yo a Teodoro» y sobre España «Han sido ellos, otra vez». Luego condecoró y armó a los pintores y albañiles que trabajaban en su palacio, nombrándoles alféreces y entregándoles fusiles de fabricación soviética.
Tras recibir el telegrama, Macías rechazó entregar el poder y dio órdenes a la guardia de su palacio en Bata de sofocar el intento golpista. Paralelamente, soldados partidarios del golpe liderados por Eulogio Oyó y Félix Ondo Mba Nchama lograron tomar el control de la ciudad. Las fuerzas golpistas habían embarcado hacia Bata en el único buque con el que contaba el país —el Acacio Mañé Ela—, y habían logrado hacerse con el control gracias a la ayuda de Florencio Mayé Elá, comandante de la Marina.
A pesar de que los combates armados ya habían iniciado, Macías pensaba equivocadamente que los mejores elementos del Ejército continuaban siéndole leales e incluso que el pueblo le apoyaba. A pesar de la orden emitida por Obiang, Macías le ordenó a un grupo de militares leales que se embarcaran hacia Malabo para sofocar el golpe. Sin embargo, esto fue imposible debido al desgaste de las Fuerzas Armadas, que no fueron capaces de organizar esta acción militar. También algunos soldados de este grupo de militares decidieron sumarse al golpe.
El mismo día, Teodoro Obiang y las fuerzas golpistas tomaron el control del país, constituyendo el Consejo Militar Revolucionario, presidido por Obiang. Formaron parte también del Consejo Militar Florencio Mayé Elá como vicepresidente primero y comisario del Ministerio de Asuntos Exteriores, y Salvador Ela Nseng como vicepresidente segundo,  entre otros. El Consejo Militar se caracterizó por abrir el poder a miembros de la etnia bubi (como a Eulogio Oyó –que fue designado gobernador de la isla de Fernando Poo–, Florencio Mayé –que además de su puesto en el Consejo Militar también fue designado jefe máximo de Río Muni– y Salvador Elá), largamente marginada durante la dictadura de Macías. Hubo algunos militares que se opusieron al nombramiento de Obiang como presidente del Consejo, dado que no había participado en las acciones militares de Bata.
A las ocho de la noche del 3 de agosto, Radio Malabo (emisora que fue tomada por las fuerzas golpistas y que informaba permanentemente a la población nacional y extranjera sobre el desarrollo de los acontecimientos) comunicó el derrocamiento de Macías y la toma del poder por las fuerzas de Obiang, dando a conocer una serie de decretos promulgados por el nuevo gobierno:

República de Guinea Ecuatorial, Ministerio de las Fuerzas Populares Armadas Nacionales. Importantísimo comunicado:

El Pueblo de la República de Guinea Ecuatorial, desde hace casi 11 años, viene soportando la situación caótica impuesta por el régimen dictatorial del Presidente Macías Nguema Biyogo, que ha sumido al País bajo un estado de total anarquía, terror, asesinatos, mala administración, miseria; con la violación sistemática y persistente de los derechos fundamentales del ciudadano guineano y extranjero.

(...) 
Las Fuerzas Armadas populares de la Nación, conscientes de su responsabilidad histórica y de su deber sagrado de velar por el bienestar y los intereses del pueblo guineano ante la imperiosa necesidad de restaurar la moral, la personalidad, la dignidad y la recuperación de los valores del pueblo; en la madrugada de hoy, 3 de agosto de 1979, un Consejo Militar, formado por Jefes, Oficiales, Suboficiales, clases y tropas de las Fuerzas Armadas de nuestra querida Patria, presidido por el Teniente Coronel, Vice-ministro del Ejército, haciendo honor a su fidelidad a la República de Guinea Ecuatorial y dando cumplimiento a los deseos de todas las capas sociales del pueblo, han decidido tomar el poder directo del Gobierno y demás instituciones de la República de Guinea Ecuatorial, y por esto ordena y manda:
Art. 1.º-Queda declarado en todo el territorio nacional de la República de Guinea Ecuatorial el estado de Guerra. A este efecto han sido movilizadas todas las fuerzas terrestres y navales.
Art. 2.º-Las Autoridades civiles encargadas del orden público, Directores generales de Seguridad, Gobernadores civiles y Delegados gubernativos quedan subordinados a los comandantes militares de las respectivas plazas, que asumen dichas funciones a partir de este momento.
Art. 3.º-A partir de las cero horas del día de la fecha han quedado cerradas todas las fronteras de la República de Guinea Ecuatorial, incluso el espacio aéreo y las aguas territoriales.
Art. 4.º-Queda terminantemente prohibida la apertura de locales públicos y la circulación de personas, a partir de las dieciocho horas -seis de la tarde- hasta las seis del día siguiente.
Art. 5.º-Quedan proscritas las reuniones de más de tres personas fuera del domicilio familiar.
Art. 6.º-El personal civil en posesión de cualquier tipo de arma de fuego la depositará, en un plazo no superior de 48 horas, en las Intervenciones de armas de la Policía Nacional, y en su defecto, en los destacamento militares, contra la entrega del recibo correspondiente.
Art. 7.º-Todos los funcionarios públicos y empleados de empresas estatales y privadas, cumplirán con exactitud sus deberes laborales en las horas oficialmente establecidas. La menor morosidad en el cumplimiento de este artículo será castigada severamente.
Art. 8.º-El guineano o extranjero residente en Guinea Ecuatorial que cometa cualquier delito contra el Derecho de Gentes, incendio, devastación, inundación, saqueo, robo, etc., será castigado severamente conforme a la Ley.
Art. 9.º-Las ferias, mercados, transportes y otros servicios públicos de interés para el pueblo de Guinea Ecuatorial seguirán su regular funcionamiento, dentro de los límites establecidos en el artículo 4.º
Art. 10.º-Todo nacional guineano está obligado a colaborar en socorrer a las Fuerzas Armadas en el desempeño de sus funciones específicas, si fuere requerido para ello.
Lo que se publica para el general conocimiento y exacto cumplimiento.
Por la Patria y el Consejo Militar.
El Teniente Coronel, Vice-Ministro de las Fuerzas Armadas,

OBIANG NGUEMA MBASOGO

- Wikisource contiene obras originales de o sobre Golpe de Estado en Guinea Ecuatorial de 1979.

A las once de la noche, Obiang se dirigió a la Prisión Playa Negra en Bioko y, tras comunicarles el derrocamiento de Macías, dejó en libertad a todos los presos políticos. Al liberar a los presos, Obiang obtuvo un ejército de personas enfurecidas que inmediatamente se sumaron al golpe, dispuestas a combatir.
La guardia, aún leal a Macías, se atrincheró en el palacio presidencial de Bata, pero pronto este fue rodeado por las fuerzas partidarias del golpe. Luego de seis horas de resistencia, durante las cuales se dispararon algunas piezas de artillería ligera por parte de las fuerzas golpistas, las tropas de Obiang lograron vencer y los partidarios sobrevivientes de Macías se entregaron a los golpistas.
El palacio fue finalmente ocupado por las fuerzas golpistas entre la medianoche del 4 y la madrugada del 5 de agosto. Para aquel entonces, Obiang ya tenía el control total de Bata y la isla de Bioko. En esta última el golpe ni siquiera encontró resistencia. Malabo siempre había estado en calma.
Macías ya había sido oficialmente depuesto y Obiang era el nuevo presidente del país, pero Macías (quién aún se encontraba en Mongomo) no reconoció el nuevo gobierno.
El golpe, pese a los tensos enfrentamientos, dejó un saldo de sólo una docena de muertos, y no fue cruento en absoluto.
La esposa de Obiang Celestina Lima se enteró del éxito del golpe a través de las noticias difundidas en Televisión Española.

## Resistencia y huida de Macías
Macías opuso resistencia y se encaminó a Bata junto a un ejército de aproximadamente 300 hombres, recorriendo más de 200 kilómetros y llegando a estar a quince kilómetros de la ciudad. La proximidad de Macías a Bata provocó el pánico de sus habitantes, quienes se recluyeron en sus casas. El ejército de Macías contaba con expertos militares chinos (que previamente habían servido como instructores de las tropas guineanas) y estaba armado con ametralladoras y tanquetas. Sin embargo, la mayoría del ejército de Macías estaba muy mal formado. La mayoría de sus integrantes eran albañiles, campesinos y soldados de la guardia personal del dictador. Unas 50 personas fueron asesinadas por Macías por negarse a participar en la contraofensiva.
Macías había convencido a su ejército (en especial a los expertos chinos) de que el país había sido objeto de una invasión extranjera, concretamente de Nigeria. Otra versión dice que los instructores chinos habían sido obligados bajo amenaza a participar en la contraofensiva. Macías recurrió a jefes de Estado amigos para intentar conseguir ayuda, como por ejemplo al presidente camerunés Ahmadou Ahidjo, el cual sin embargo ya había sido puesto al corriente por Obiang acerca de la verdadera situación y de los motivos del golpe.
Aproximándose a Bata, el ejército de Macías se encontró con las fuerzas leales a Obiang. Las tropas golpistas estaban mejor capacitadas, eran más numerosas y contaban con algunos elementos de las fuerzas armadas gabonesas, así como con algunos marroquíes. Para identificarse, utilizaban un brazalete de color rojo.
Los golpistas, luego de haber concluido la toma de Bata, habían decidido encaminarse al interior de la Región Continental y dirigirse hasta Mongomo para apresar a Macías. Sin embargo, Macías se había enterado de sus planes y ya había movilizado a sus fieles.
En este punto se produjeron violentos enfrentamientos entre el ejército de Macías y las fuerzas golpistas, produciéndose algunas bajas. Los fieles a Macías retrocedieron y finalmente se estableció el frente en las proximidades de la ciudad de Niefang. Las fuerzas golpistas contaban con refuerzos enviados desde Malabo y entre sus filas se encontraban ex reclusos de la prisión de Black Beach. Al llegar a Niefang, el ejército de Macías comenzó a utilizar la artillería proporcionada por los expertos chinos, logrando de esta manera fortificarse.
Inicialmente, el ejército de Macías estaba ganando la batalla, puesto que sus ametralladoras impedían el avance de las fuerzas leales a Obiang. La artillería china logró destrozar un tanque. Sin embargo, las tropas golpistas recibieron por avión desde Bata unos morteros, lo cual cambió su suerte.
A partir de entonces, Macías fue perdiendo progresivamente el control de la situación, y además muchos miembros de su ejército le abandonaron rindiéndose o desertando (algunos de ellos al darse cuenta de que no había realmente una invasión extranjera) y esto llevó a que se produjeran algunos sabotajes. Muchos soldados del ejército de Macías huyeron a Camerún o Gabón. En contraste, algunos funcionarios, como el Gobernador de Ebebiyín, se unieron a la resistencia para fortificar a la misma.
El nuevo gobierno dio un ultimátum a Macías para que se rindiera y cesara su lucha. Teonesto Macías, hijo de Macías, ejerció como mediador entre este y Obiang para forzar la rendición de su padre. Esto no dio ningún resultado. Incluso Macías intentó llegar por su cuenta a Bata, pero no pudo avanzar. Además, el expresidente poco a poco era abandonado ya que algunos de sus seguidores cambiaban apresuradamente de bando.
Desesperado, Macías intentó formar un nuevo ejército, pero finalmente huyó. Su ejército posteriormente se rindió y los golpistas tomaron algunos prisioneros, avanzando hacia la carretera de Mongomo. En este punto recibieron una ráfaga de ametralladora desde la espesura. Una granada incendió una tanqueta. Los golpistas quedaron desconcertados pero reanudaron los combates. Gracias a su superioridad numérica, los golpistas lograron que se rindieran definitivamente los fieles a Macías, incluidos los especialistas chinos. Fueron tomados prisioneros cien integrantes del ejército de Macías, mientras que el resto huyó.
A partir del 7 de agosto, Macías emprendió su huida acompañado de una tropa leal llevándose consigo maletas llenas de dinero en un automóvil, aunque previamente Macías había quemado gran parte del tesoro nacional almacenado en una de sus casas (tres mil millones de ekweles) como venganza por el golpe (empeorando aún más la crisis en la que el país se encontraba sumido). Primero huyó por caminos y carreteras, cortando árboles para obstaculizar el paso de los perseguidores golpistas, y dos días después (viendo que apenas tenía apoyo, ya agotadas todas las posibilidades de éxito de su contraofensiva y luego de escapar apresuradamente de una emboscada en la que fue capturado su chófer) Macías penetró en la selva en compañía de unos cuarenta hombres, perdiéndose su rastro. A partir de entonces, el resultado del golpe fue considerado como casi irreversible por los golpistas. La huida de Macías dejó muchas víctimas, ya que las fuerzas de Macías destruyeron casas y saquearon e incendiaron poblados durante su huida, dejando un saldo de cientos de muertos.  Entretanto, las fuerzas golpistas habían ocupado Mongomo sin encontrar resistencia y ya habían comenzado a buscarlo, pero en los intentos de capturarle perecieron más de 300 hombres luchando contra los fieles de Macías. El 11 de agosto, siguiendo la pista entregada por una mujer campesina que se encontró con el y lo denunció, las fuerzas del nuevo gobierno penetraron en la selva, luego de haberlo buscado sin éxito en Nsegayong, su pueblo natal, el cual fue saqueado.
Otras informaciones no verídicas sugirieron que Macías continuaba resistiendo en otro palacio presidencial ubicado en el pueblo de Nzeng-Ayong y tenía como rehenes a una veintena de expertos cubanos, ocho consejeros militares chinos, algunos norcoreanos, un rumano y unos españoles.
Muchos guineanos, debido a que Macías practicaba magia negra, creían que el exdictador se había transformado en tigre o paloma al penetrar en la selva.
Unos días después de su huida, Macías fue visto en la selva por una patrulla militar al mando de un sargento. Este intentó detenerle, pero Macías y sus acompañantes le dispararon y continuaron escapando. A medida que pasaban los días, las tropas leales al gobierno iban encontrando las maletas llenas de dinero y medicinas que Macías llevaba tras haber abandonado su automóvil.
Macías intentó refugiarse en Camerún, pero la ayuda le fue negada.
En Bata también hubo enfrentamientos entre fieles a Macías y fuerzas leales al nuevo gobierno, pero fueron fugaces y con la participación de pocas personas. En otros lugares de la Región Continental también se produjeron algunos tiroteos esporádicos. En Bindung, un poblado a pocos kilómetros de Bata, se produjeron por otro lado enfrentamientos importantes. Fue en este poblado donde ambas fuerzas se encontraron por primera vez.
Se sabe que durante los combates en Niefang, las bajas que se produjeron fueron en general numerosas (desconociéndose el número exacto) y que varios partidarios civiles importantes de Macías fueron fusilados, incluyendo al alcalde de Niefang Ndong Mba Owono, el jefe local del PUNT Baca Nsuy y el dirigente de las Juventudes en Marcha con Macías Santos Olo.
Las operaciones contra la resistencia de Macías fueron dirigidas por el oficial de la Marina Bonifacio Mayé, miembro del Consejo Militar, y también por el oficial Eulogio Oyó. Otros dirigentes de las fuerzas golpistas fueron Cristino Seriche Bioko, Santiago Bee Ayetebe y Félix Mba Ondo Nchama.
Los instructores chinos que ayudaron a Macías fueron trasladados a Malabo, y el embajador chino se reunió con el presidente Obiang para darle sus excusas por los hechos, redactando un amplio informe sobre las circunstancias que llevaron a los instructores a ponerse del lado de Macías.

## Medidas tomadas por el nuevo Gobierno
Tras el golpe del 3 de agosto se impuso el toque de queda, estando vigente hasta el 13 de agosto. Se decretó el estado de guerra siendo movilizadas todas las fuerzas terrestres y navales, y se cerraron todas las fronteras del país. Para evitar ser depuesto mediante una nueva acción militar, Obiang se rodeó de una guardia pretoriana compuesta por mercenarios marroquíes, cedidos por el rey de Marruecos Hassan II. Previamente Obiang había solicitado a España que enviara tropas para protegerle, pero se negaron. El Consejo Militar Revolucionario aseguró que respetaría las cartas de Naciones Unidas y la Organización de la Unidad Africana. El 11 de agosto Obiang declaró a Agencia EFE que «este no ha sido un golpe militar o de Estado, sino un golpe de libertad». Esta denominación continúa siendo utilizada hoy en día.
Tras el golpe, las fuerzas del nuevo gobierno no controlaron inmediatamente todo el país.  El 9 de agosto, Obiang anunció que toda la resistencia al golpe había sido vencida y que el nuevo gobierno ya disponía del control total.
El palacio presidencial de Macías en el pueblo de Nzeng Ayong fue allanado por las fuerzas del nuevo gobierno, y en él se descubrieron medicinas almacenadas en una habitación y numerosos fajos de billetes (de los cuales los expedicionarios se apropiaron), además de varios retratos de Macías y dos automóviles Mercedes-Benz estacionados en el patio. Las fuerzas del nuevo gobierno también se encargaron de eliminar todos los signos y recuerdos de Macías, como por ejemplo una estatua del derrocado presidente. Los hijos de Macías presentes en el país (algunos de ellos se encontraban en Corea del Norte) fueron protegidos por las autoridades.
Las islas del país fueron renombradas como Bioko (antes «Isla de Macías Nguema Biyogo») y Annobón (antes «Isla de Pagalú»). Tras el golpe, también se pagó inmediatamente un mes de salario a todos los funcionarios, que no recibían un sueldo desde comienzos de 1979. Se dejó además en libertad a todos los presos políticos del país (en ese momento aproximadamente 5000 personas en las cárceles, y unas 28.000 en trabajos forzados), luego de que Obiang firmara el indulto y la amnistía para todos los presos políticos y exiliados. El vicepresidente del Consejo Militar Supremo, Florencio Mayé, ofreció a los exiliados la posibilidad de regresar al país y los llamó trabajar en favor de la «reconstrucción nacional». Presos políticos recién excarcelados se ofrecieron a las nuevas autoridades para rastrear y ‘cazar’ a Macías.
Por otra parte, se reestableció la libertad de culto (Macías había prohibido todos los cultos) y se reabrieron las iglesias, formándose colas de personas que querían bautizar a sus hijos. Se restauraron los centros educacionales, se expandió la educación primaria y el gobierno contactó con profesores para que estos volvieran a educar a los niños del país, que en una gran parte habían caído en el analfabetismo producto de la dictadura de Macías. La educación primaria y secundaria fueron normalizadas, así como el uso del idioma español, el cual se vio considerablemente afectado producto de la filosofía antiespañola de Macías. Se restauraron los servicios públicos, la electricidad y las carreteras. Se inició un proceso de devolución de los distintos bienes expropiados por el régimen de Macías. Se restablecieron días festivos prohibidos anteriormente, como la Pascua de Resurrección y la Navidad.
También se restablecieron medios de comunicación masivos como la televisión (instalada nuevamente por técnicos de Televisión Española) y varios periódicos, y por primera vez en años se permitió la entrada de periodistas en el país. El diario español El País envió al periodista Rafael Fraguas, quién realizó una amplia cobertura de los hechos entre agosto y octubre de 1979. Obiang proclamó el pleno respeto de los derechos humanos y otros acuerdos internacionales, y prometió restaurar la democracia (aunque esto último no estaba planeado a corto plazo).
El 21 de agosto se establecieron los actuales bandera y escudo del país, sustituyendo a los emblemas patrios establecidos por Macías en 1973.
El 23 de agosto se constituyó el primer gabinete ministerial del Consejo Militar, compuesto por once miembros: El presidente Obiang, Florencio Mayé como vicepresidente primero del Gobierno y encargado de los Asuntos Exteriores, Salvador Elá como vicepresidente segundo y responsable de las Finanzas y el Comercio, Félix Mbá Nchama (Interior), Pablo Qbama Eyang (Sanidad), Policarpo Monduy Mbá (Justicia), Pedro Nsué Qbama (Industria y Minas), Paulino Obiang Enama (Agricultura, Ganadería y Forestal), Tarsicio Mané Abeso (Cultura y Obras Públicas), Pedro Edú (Transportes y Urbanismo) y Melchor Ndong (Trabajo).
El 25 de agosto se disolvió el Partido Único Nacional de los Trabajadores (PUNT, partido único de la dictadura de Macías) y el Consejo Militar Revolucionario pasó a llamarse Consejo Militar Supremo. También la Constitución de Guinea Ecuatorial de 1973 fue abolida, y se restableció de facto la Constitución de 1968.

## Reacciones
Tras el golpe, el nuevo gobierno recibió un enorme apoyo popular por parte del pueblo ecuatoguineano, y varias personas salieron a la calle a mostrar su alegría. Se organizaron bailes callejeros, marchas y cantos, mediante los cuales la población expresó su apoyo incondicional al nuevo régimen. Las sedes y oficinas del PUNT fueron asaltadas y las efigies y cuadros de Macías fueron quemados en todos los centros públicos y privados. Las tropas golpistas eran recibidas con júbilo en cualquier lugar por donde pasaran. El delegado del Gobierno de Macías murió apedreado por la multitud furiosa en la ciudad de Añisoc.
Varios importantes allegados de Macías, incluyendo el hasta el golpe Ministro de Economía y Finanzas y otros funcionarios, se adhirieron al nuevo gobierno. De hecho, varios colaboradores cercanos de Macías no fueron importunados por las nuevas autoridades y gozaron de total libertad. Esto se debió a que el Consejo Militar no quería iniciar una purga política del aparato administrativo del antiguo gobierno. Lo cierto es que incluso el propio Macías gozaba aún del respeto de muchos miembros del nuevo gobierno militar.
Poco después del golpe los exministros exiliados de Macías Ángel Masié (Interior) y Pedro Ekong (Sanidad e Industria) dieron una rueda de prensa en Madrid en donde expresaron su apoyo al Consejo Militar. Organizaciones de oposición como la Alianza Nacional para la Restauración Democrática (ANRD) y el Frente de Liberación de Guinea Ecuatorial (FRELIGE) se mostraron satisfechas con el golpe e hicieron un llamamiento a las nuevas autoridades ecuatoguineanas para que desmantelaran el aparato represivo y dialogaran con la oposición exiliada. De acuerdo con Donato Ndongo-Bidyogo, la oposición en el exilio había recibido desde julio de 1979 rumores de un golpe contra Macías. Un portavoz de la ARND declaró que «La oposición está realmente satisfecha tras la caída de Macías, pero espera la delineación del nuevo gobierno antes de preparar el regreso masivo a Guinea». El FRELIGE llegó a pedir la ejecución pública de Macías.
Sin embargo, una parte de la oposición se mostró escéptica con el golpe y recordó que Obiang había sido un funcionario importante del régimen de Macías durante muchos años. Cruz Melchor Eya Nchama, miembro del comité central de la ANRD, declaró que «son los mismos perros y con los mismos collares». Dos sobrinos del posiblemente asesinado Bonifacio Ondó Edu declararon que sólo creerían en las promesas de democratización del país cuando Obiang convocara unas elecciones libres. En su rueda de prensa, los dos exministros de Macías defendieron a Obiang diciendo que no tenía responsabilidad en la política represiva ya que todas las órdenes eran dadas por Macías. El vicepresidente del Consejo Militar Florencio Mayé Elá, otro funcionario destacado del régimen de Macías, reconoció su apoyo al dictador depuesto pero subrayó su participación en el golpe y declaró que todos los antiguos colaboradores de Macías habían cambiado «como un sólo hombre, al ver que las cosas no podían seguir por aquel camino».
Asimismo, el gobierno de Obiang recibió el apoyo internacional del gobierno de España, país con el que se reanudaron relaciones plenas (Macías había roto relaciones con España en 1977), y que ya conocía de antemano lo que sucedería días antes del golpe, puesto que Obiang estaba en contacto con autoridades del país. El conocimiento del gobierno español sobre el golpe fue confirmado por el presidente Adolfo Suárez el 7 de agosto, aunque desmintió que España hubiera intervenido en el. Esto también fue desmentido por el ministro de Asuntos Exteriores Marcelino Oreja Aguirre y por el propio Obiang. De hecho, tras el golpe Obiang envió un telegrama al presidente Suárez y al rey Juan Carlos I de España, el cual decía:
```

```

»Muy alto honor informar a S.M. que el día 3 de agosto de 1979, un Consejo Militar Revolucionario presidido por el teniente coronel Obiang Mguema. Mbasogo, ha tomado el poder del Gobierno de Guinea Ecuatorial. aboliendo así el régimen dictatorial del expresidente Masié Nguema Biyogo. Consejo Militar, consciente su responsabilidad histórica, augura reanudación rápida, relaciones diplomáticas y lazos de cooperación en todos los dominios ardientemente deseados por ambos pueblos. Consejo Militar Revolucionario cuenta con apoyo popular, reina la paz y calma en todo el país. Consejo Militar solicita colaboración y apoyo Gobierno español en su tarea de la reconstrucción y restauración democrática, económica y social de Guinea Ecuatorial. Muy alta consideración».
Telegrama de Teodoro Obiang  enviado a Adolfo Suárez y Juan Carlos I de España.

También se enviaron telegramas al presidente de la OUA William R. Tolbert y al secretario general de Naciones Unidas Kurt Waldheim.
El nuevo gobierno también recibió el apoyo de Estados Unidos, China, Francia, Marruecos, Nigeria, Tanzania, la Unión Soviética, Corea del Norte, Cuba, Gabón y Camerún. Las organizaciones internacionales tampoco tardaron en reconocer al gobierno de Obiang. Un ejemplo de esto fue la Comisión Europea. Tras el golpe, Obiang no rompió relaciones con los países del bloque socialista, pero tampoco alineó a Guinea Ecuatorial con alguno de los dos bloques (puesto que Guinea necesitaba la ayuda de todos los países posibles), tras lo decidido en la primera reunión del Consejo Militar el 20 de agosto. En esta reunión también se discutió acerca del tipo de juicio al que sería sometido Macías. Pese a su política de no alineamiento, el gobierno de Obiang lanzó una seria advertencia a los soviéticos, norcoreanos, cubanos y chinos que residían en el país al citarles expresamente, en un comunicado oficial en el que se afirmaba que serían condenados a severas penas los extranjeros que intentaran desestabilizar el nuevo régimen.
En el caso particular de Estados Unidos, el país primeramente mostró una actitud cautelosa. El Departamento de Estado declaró que estaban «observando muy de cerca la situación en Guinea Ecuatorial en orden a un eventual cambio de política respecto a ese país africano, según como se desarrollen los acontecimientos». Un portavoz del Departamento de Estado declaró que la situación aún estaba poco esclarecida y que lo único que sabían era que había habido un golpe, «dado por un tal comandante Teodoro, que recibió entrenamiento militar en España». El presidente estadounidense Jimmy Carter no tardó, sin embargo, en reconocer al gobierno y enviar una carta a Obiang manifestando su intención de ayudar a Guinea Ecuatorial.
En contraste, el gobierno español se mostró mucho más amable y tanto el rey Juan Carlos como el presidente Suárez enviaron mensajes de felicitación el 8 de agosto y le expresaron a Obiang su deseo de restablecer las relaciones diplomáticas y la cooperación. El ministro de Asuntos Exteriores Marcelino Oreja Aguirre ofreció una «amplia ayuda». El 15 de agosto Obiang invitó al Rey Juan Carlos a visitar Guinea Ecuatorial.
El presidente de Tanzania Julius Nyerere declaró que el derrocamiento de Macías había sido «una buena lección para África» y que «igual que Idi Amin, el tirano Macías era una vergüenza para nuestro continente y la propia OUA y Tanzania no tiene ningún reparo en felicitar públicamente a quienes han destronado al dictador de Guinea Ecuatorial».
El nuevo régimen se encontró con que las arcas del estado estaban vacías y la población era apenas un tercio de la que había en el momento de la independencia del país, debido a la represión y al exilio. El gobierno de Obiang recurrió entonces principalmente a la ayuda de España, país con el que se inició una amplia política de cooperación, para estabilizar la situación del país, presentándole al gobierno español las necesidades más urgentes en todos los campos. El gobierno español envió al país alimentos, medicinas, ropa, cuadernos escolares, máquinas y vehículos, además de iniciar una campaña de vacunación para combatir las epidemias de sarampión, poliomielitis y tos ferina que asolaban al país. En esos días visitó Guinea Ecuatorial el Secretario de Estado de Asuntos Exteriores de España Carlos Robles Piquer, quién consiguió enviar al país un avión lleno de productos de primera necesidad y de esta manera realizó el primer gesto de ayuda por parte del gobierno español. Robles Piquer también se entrevistó con el presidente Obiang el 11 de agosto. La Policía Nacional de España se comprometió además a organizar el Cuerpo de Policía guineano. Con motivo del undécimo aniversario de la independencia de Guinea Ecuatorial, también visitó el país el Ministro de Economía de España José Luis Leal Maldonado, quién se entrevistó con las autoridades y prometió la elaboración de un informe para el gobierno guineano sobre las perspectivas económicas del país y la cooperación española. Esto se materializaría en febrero de 1980.
Francia también inició, en menor medida, una política de cooperación con Guinea Ecuatorial. En una entrevista con el presidente Obiang, el embajador francés expresó la voluntad de su país de multiplicar su ayuda.

## Captura de Macías
Macías fue capturado el 18 de agosto de 1979 en la selva, cuando se encaminaba a la frontera con Gabón, donde pretendía refugiarse. Para aquel entonces, las fuerzas que lo acompañaban le habían abandonado o habían sufrido muertes, y se hallaba solo y herido. Llevaba consigo una maleta con dinero y un revólver sin balas. Cuando las fuerzas golpistas le encontraron, amenazó con disparar si se le acercaban. El pelotón hizo caso omiso de sus amenazas y se acercó a él, comprobando que el revólver no tenía balas. Tras algunos forcejeos, durante los cuales el exdictador recibió un tiro y resultó herido en el brazo izquierdo, el pelotón consiguió reducir a Macías, siendo este apresado por el teniente Pedro Motú Mamiaga. Fue trasladado a Bata y encarcelado en la cárcel Modelo, a la espera de un juicio. Se le permitió recibir visitas y el acceso a necesidades básicas. El gobierno se preocupó de proteger su vida y se le proporcionó tratamiento médico para curar sus heridas. A pesar de todo esto, Macías exigió tratamiento presidencial en la cárcel. A los periodistas se les permitió fotografiar y filmar a Macías, pero las autoridades de la prisión les prohibieron entablar diálogo con el. El recibimiento a los periodistas de Macías fue negativo. Al verlos, Macías declaró: «¿Periodistas? Van a hablar mal de nuestro país».
El 28 de agosto los noticieros de varios países difundieron las primeras imágenes de Macías en la cárcel, tras su captura. La celda de Macías era muy pequeña.
Los responsables de la operación de captura de Macías fueron el capitán Eulogio Oyó, el teniente de navío Florencio Mayé Elá y el comandante Fructuoso Mbá Oñana. Mayé fue el encargado de comunicar la captura del dictador.

## Juicio a Macías y sus colaboradores
En septiembre de 1979 se decidió que proceso judicial contra Macías y sus colaboradores consistiría en un juicio sumarísimo y un consejo de guerra. Previamente se había descartado la posibilidad de internarle en un hospital psiquiátrico.
El Consejo Militar Revolucionario abrió un caso judicial el mismo día de la captura de Macías, y comenzó a entrevistar a testigos y reunir pruebas contra su régimen. Una de las pruebas presentadas fueron los utensilios que supuestamente el propio Macías utilizó para asesinar a una treintena de presos políticos. El Consejo convocó posteriormente a un tribunal militar para juzgar a Macías y a varios de sus colaboradores. El presidente del tribunal militar fue Eulogio Oyó y el fiscal fue José Luis Jones Dougan. Eloy Eló fue el abogado defensor de Macías, mientras que Alfredo Thomas King defendió al resto de los acusados. Ambos abogados eran de los pocos que quedaban en el país, y fueron designados por las nuevas autoridades puesto que ni Macías ni los demás acusados se interesaron en escoger un abogado por ellos mismos. Además de Macías, los otros acusados fueron:
- Teniente Bienvenido Micha Nsué, exjefe de la guardia personal de Macías, exdirector de la Academia Militar y sobrino del dictador.
- Norberto Nsué Micha, ex director general de Seguridad.
- Santiago Nsué Bela, exdirector de protocolo.
- Alberto Ndong Ayang, exministro de Cultura de Macías, exdelegado gubernativo y exgobernador de Río Muni.
- Miguel Eyegue, exgobernador de Río Muni y ex-vicepresidente.
- Sargento Salvador Ondó Elá, exjefe de la cárcel de Black Beach y exfuncionario de la cárcel de Bata.
- Cabo Fortunato Nsono, exjefe de la cárcel de Bata.[178]
- Alférez Pastor Nsué, exdirector de la cárcel de Nzangayong, exfuncionario de la cárcel de Bata.
- Sargento Eduardo Nguema Edu, exjefe de la guardia personal de Macías.
- Román Mba Edu y Tobías Nvulu, soldados.

También se especuló con una extradición del antiguo asesor de Macías Antonio García-Trevijano, pero esto fue desmentido por el mismo y por el Ministerio de Asuntos Exteriores de España.
El juicio inició el lunes 24 de septiembre. Los cargos a los once acusados fueron: genocidio, asesinatos masivos, malversación de fondos públicos, violaciones de los derechos humanos, daños materiales y traición.  El gobierno realizó todo tipo de gestiones para que juicio fuese público. El proceso fue celebrado en uno de los recintos de mayor capacidad de Malabo, el cine Marfil (el cual sin embargo se hallaba en muy mal estado), y además se instalaron altavoces en diferentes puntos de la ciudad, los cuales le permitieron a miles de personas seguir el proceso. El juicio contó con participación popular (por lo que se temió que se produjeran disturbios) y la presencia de un cuerpo diplomático acreditado (contando este entre otros con el embajador francés y el embajador español Juan de Andrada), periodistas extranjeros y observadores internacionales, entre ellos la Comisión Internacional de Juristas, que asistió a la corte para comprobar la regularidad del proceso. Luego de terminado el juicio, la Comisión declararía que Macías había tenido un juicio justo.
A falta de un sistema legal confiable vigente, se aplicó el código militar español en su calidad de último sistema legal vigente en el país. John B. Quigley señaló en el juicio de Macías Nguema que Guinea Ecuatorial no había ratificado la Convención de Genocidio y que los registros de los procedimientos de la corte muestran que hubo una confusión sobre si Nguema y sus co-acusados fueron juzgados bajo la legislación española (antiguo gobierno colonial) o si el juicio justifica el hecho que la Convención sobre el Genocidio era parte de la costumbre del derecho internacional. Quigley mencionó, «El caso de Macías demuestra como la confusión de las persecuciones genocidas nacionales desde el punto de vista de la legislación aplicable. La convicción de Macías también es problemática desde el punto de vista de la identidad del grupo protegido».
En vísperas del juicio, Macías fue trasladado a la Prisión Playa Negra. Días antes del inicio del juicio, el Ejército descubrió un plan para liberar a Macías de prisión y restablecerlo en el poder, encabezado por el alférez de Marina Rafael Nso. Varias personas vinculadas al complot fueron detenidas. El alférez Nso terminó siendo encarcelado en la misma prisión que Macías, y un contingente de entre 90 y 110 expertos en seguridad marroquíes llegó a Malabo. Se cree que el apoyo militar entregado por Marruecos a Guinea Ecuatorial fue una estrategia geopolítica ya que así el país podría aumentar su influencia en el continente y contar con el apoyo de Guinea Ecuatorial en la OUA. Las tropas marroquíes fueron desplegados alrededor del cine Marfil para garantizar una seguridad infalible.
También circuló el rumor de que Mónica Bindang, esposa de Macías, también tenía un plan para liberar a su esposo, pero el supuesto plan nunca se llevó a cabo.

### Desarrollo
Al ser un juicio popular, las puertas del cine se abrieron al público para quien quisiera presenciar el proceso.
En el cine Marfil fue colgada una jaula del techo y Macías fue ingresado en ésta para que las 1500 personas presentes lo pudieran contemplar desde la sala de butacas. En el cine y sus alrededores estaban desplegadas tropas marroquíes.
Varios exfuncionarios del gobierno de Macías declararon como testigos durante el juicio. Entre ellos se encontraban el ex Ministro de Asuntos Exteriores, ex vicepresidente y desde el golpe miembro del Consejo Militar Bonifacio Nguema Esono Nchama y Daniel Oyono, principal asesor del derrocado dictador, además de personal de las cárceles del país.

#### Primer día
Durante el primer día juicio, Macías se mostró tranquilo y algo enojado, rechazando todos los cargos que se le imputaban y todas las acusaciones que se le hacían, diciendo reiteradas veces «mentira, eso es mentira» y pidiendo clemencia al tribunal y al gobierno. Macías también declaró que no debía verse sólo lo malo, «sino también lo bueno que hice en estos años», lo cual causó que la gente riera abiertamente.
Macías afirmó desconocer los asesinatos y torturas que se cometían durante su mandato, y aseguró que los únicos incidentes graves que se habían producido durante su mandato habían sido los del intento de golpe de Estado de Atanasio Ndongo en 1969, para el cual según declaró Macías Ndongo había recibido cincuenta millones de dólares por parte del entonces Ministro español de Asuntos Exteriores, Fernando María Castiella. En su declaración, Macías también hizo referencia a la Crisis diplomática entre España y Guinea Ecuatorial de 1969. También rechazó los cargos de malversación de fondos públicos asegurando que su fortuna personal procedía de 1938 y que nunca había recibido de forma regular otro dinero que no fuera el sueldo que le correspondía como funcionario, aunque se demostró que precisamente su sueldo como mandatario había aumentado dramáticamente desde 1968.
Macías pidió también que se le restituyeran sus tierras y propiedades para poder retirarse al distrito de Mongomo con su familia.
Durante el juicio, Macías aseguró que se encontraba muy satisfecho de que uno de sus más fieles servidores fuera el nuevo presidente del país.
El fiscal Jones, antiguo preso de la Prisión Playa Negra, comparó a Macías con Idi Amin y Adolf Hitler y le acusó de ser un criminal de guerra al haberse resistido mediante la vía armada al golpe causando la muerte de varios guineanos. Esta última acusación fue la base del cargo de traición que se le imputaba, puesto que se consideró como una traición al pueblo que Macías hubiera intentado conseguir intervención militar extranjera durante su resistencia.

#### Segundo día
El segundo día del juicio, Macías fue llamado a declarar, adoptando una actitud desafiante. Por su parte, el fiscal Jones adoptó una actitud histérica a la que Macías respondió con la frase «la justicia no es violencia». También declaró que «en este proceso no hay Justicia». Macías volvió a rechazar todas las acusaciones y el interrogatorio se tornó muy tenso, incluyendo insultos. Las torpezas de Jones y la sagacidad de Macías y su abogado defensor pusieron en peligro en numerosas ocasiones la marcha del proceso. Eulogio Oyó, presidente del Tribunal, asumió las tareas de Jones, dado el desnivel entre éste y el abogado de Macías, que mediante argumentos contundentes logró esquivar parte de las acusaciones que se le imputaban a Macías (entre ellas la malservasión de fondos, argumentando que el tesoro nacional había sido «trasladado» a Mongomo y no malversado, para evitar robos), y éste simuló demencia ante las acusaciones más graves. Macías aprovechó, por ejemplo, su sordera para decir que no escuchaba las preguntas formuladas por el Tribunal.  Sin embargo, el Tribunal pudo probar su enriquecimiento ilícito con fondos públicos y el derrocado expresidente tampoco pudo probar su desvinculación de la matanza de 462 civiles y el cese arbitrario de miles de funcionarios y militares. Los demás acusados volvieron a responsabilizar a Macías por los delitos cometidos, y uno de ellos dio detalles acerca de los delitos financieros cometidos por Macías. Respecto a esto, también se leyeron informes contables que acreditaban la malversación.
Macías desestimó la acusación de traición, argumentando que cuando solicitó intervención militar extranjera se seguía considerando Presidente de la República. Por otra parte, también desmintió que hubiera asesinado a dos exmaridos de sus amantes.
Cuando Macías fue interrogado acerca de la razón por la que no había elaborado un presupuesto nacional desde 1974, respondió que en los años siguientes aquello no había sido posible por carecer el país de imprenta. Esta respuesta causó grandes carcajadas en el público que presenciaba el juicio.

#### Tercer día
El tercer día prosiguieron las declaraciones e interrogatorios. Macías desconoció nuevamente las torturas y asesinatos masivos llevados a cabo durante su dictadura, asegurando que ignoraba el genocidio ocurrido en las distintas cárceles del país. Sin embargo, confesiones de los demás acusados y testimonios entregados por víctimas del régimen de Macías demostraron la existencia de estas matanzas. De hecho, los demás acusados le responsabilizaron de los crímenes cometidos eludiendo cualquier tipo de responsabilidad, mientras que Macías los calificó a ellos como matones y criminales. Asimismo, Macías desmintió absolutamente haber eliminado a los esposos de dos de sus amantes. De todas formas, se probó la vinculación directa de Macías con algunos asesinatos en las cárceles y el conocimiento por parte de Macías de lo que ocurría al interior de estas.
Macías nuevamente intentó centrar todos los episodios graves de represión en el intento de golpe de Estado de Atanasio Ndongo de 1969, el cual significó el origen del exterminio durante su dictadura. Por otra parte, Macías alabó su gobierno y emitió un comunicado a la corte en el que indicó lo que el veía como buenas acciones que había realizado para el país. Por ejemplo, calificó de «milagrosas» sus realizaciones en las obras públicas guineanas y lamentó que algunas de sus obras hubiesen sido cobradas sin haberse realizado.
Durante el juicio, Macías recibió varias amonestaciones por parte del Tribunal Militar, acusando a los jueces de parcialidad. De acuerdo con la declaración de algunos observadores, cada vez que el exdictador hacía referencia a los hechos ocurridos entre 1975 y 1979 era interrumpido. Se cree que esto se debió a que se quería ocultar la participación en crímenes de algunos de sus cómplices (gente del PUNT, oficiales del Ejército y familiares) a los que no les convenía verse involucrados. Se cree que uno de estos cómplices era el mismo Teodoro Obiang, quién había sido colaborador cercano de Macías y que al ser director de la Prisión Playa Negra había jugado un rol importante en la represión y el genocidio masivo. Se dice que antes de iniciarse el juicio, Obiang persuadió a Macías de no citar su nombre en el juicio para no verse involucrado.

«(Obiang) Se limitó a juzgar solamente a algunos de los responsables del Régimen de terror, pese a que, de acuerdo con las denuncias efectuadas anteriormente y a la opinión de varias personas con las que conversé en Malabo, hubo muchos otros que cometieron delitos desde diversos cargos que ocupaban en el gobierno de Macías. En este sentido cabe lamentar el hecho de que la investigación con respecto a asesinatos, torturas y detenciones ilegales se referían en general a hechos que tuvieron lugar los primeros años del Gobierno de Macías. Pero es conocido que en épocas recientes (en las que Teodoro Obiang Nguema compartió el poder con Macías), no disminuyó en nada la intensidad de la represión del Régimen. Los imputados (Macías y los otros acusados) nombraron a otras personas que habían participado en asesinatos, torturas y malos tratos (unos 7 u 8, generalmente militares), pese a lo cual, no fueron traídos al juicio, ni se sabe que hayan iniciado procesos contra ellos. Esta ha sido, en mi opinión, una omisión importante de todo este proceso, que se limitó a juzgar sólo a algunos de los responsables»
Alejandro Artucio, observador de la Comisión Internacional de Juristas.

#### Cuarto día
Al cuarto día el fiscal solicitó que Macías recibiera la pena de muerte, que otros cinco acusados recibieran treinta años de cárcel, y otras cuatro personas recibieran un año de prisión. La defensa de Macías argumentó que los cargos contra el dictador carecían de pruebas, y pidió su absolución. Previamente, el abogado de Macías Eloy Eló había interrogado a Salvador Ondó Elá durante una de las sesiones del Tribunal, y le había enrostrado que, como antiguo jefe de cárcel, podía decir perfectamente quienes eran los responsables de los asesinatos masivos y así desvincular a Macías de esta acusación. Ondó Elá respondió que oficiales llegaban a la cárcel y le comunicaban una orden de Macías de asesinar a alguna persona. Cuando el abogado de Macías preguntó a Ondó Elá quienes eran estos oficiales, el acusado optó por callarse, y ante la insistencia de Eloy Eló, el Tribunal dio por finalizado el interrogatorio.
El capitán Eulogio Oyó dio la palabra a Macías para que se defendiera y el exdictador volvió a asegurar que no era responsable de las muertes ocurridas después del intento de golpe de 1969. Esto provocó el enojo de las personas que presenciaban el juicio, las cuales le insultaron. En respuesta, Macías ordenó silencio. Luego se dirigió con desprecio a los demás acusados y declaró que «es falso que yo ordenara esas detenciones masivas. Cada uno de ellos hacia uso a su antojo de sus facultades. Los episodios de la cárcel y de las muertes corresponden por completo a ellos. Yo no tenía ninguna relación con las cárceles. Mi alta función me impedía preocuparme de baratijas como esas». También declaró que había sido «el único milagro del país» y que su situación se debía a «la envidia y el odio de mis enemigos». En su intervención, Macías evocó su actuación en el poder como la de un obrero y no de un presidente y concluyó que «Los mismos que aplauden y gritan ahora mi condena a muerte, me aplaudían a mí. El pueblo no sabe. Moriré con honor, porque yo no he matado a nadie». Macías sólo asumió una pequeña parte de la responsabilidad por los crímenes cometidos por haber sido el Jefe de Estado mientras estos ocurrieron.
El acusado Norberto Nsué, al declarar que se consideraba inocente, dijo que si él era considerado cómplice del régimen, debían ser considerados como tal todos los que habían trabajado para Macías, en una clara alusión a Teodoro Obiang.

### Ejecuciones
Durante el día viernes 28 de septiembre corrieron varios rumores sobre la situación de Macías, incluyendo una supuesta liberación, un supuesto escape y un supuesto suicidio. Si bien los rumores no eran reales, lo cierto es que Macías intentó comunicarse con un funcionario de la embajada soviética para pedir ayuda. Sin embargo, esa posibilidad le fue negada.
Al día siguiente, el 29 de septiembre, se dio a conocer la noticia de que se dictarían las sentencias. Originalmente serían dictadas el 28 de septiembre, pero esto se aplazó por decisión del gobierno «ante la importancia del acontecimiento y el prestigio del país».
A las afueras del cine había una gran expectación por parte de la población.
Al mediodía del 29 de septiembre de 1979, el Tribunal emitió las sentencias, las cuales resultaron ser más severas de lo que había pedido la fiscalía. Macías y otros seis acusados (Bienvenido Micha, Salvador Ondo, Fortunato Nsogo, Pastor Nsue, Eduardo Nguema Edu y Miguel Eyegue) fueron condenados a muerte y a la confiscación de sus bienes. Dos de los acusados (Norberto Nsue y Alberto Ndong) fueron condenados a catorce años de prisión cada uno, y los otros dos acusados (los jóvenes soldados Román Mba y Tobías Nvulu) a cuatro años cada uno. Macías no se encontraba presente en la sala cuando fue dictada la sentencia. Solamente se encontraban presentes Norberto Nsue y Alberto Ndong.
La sentencia a Macías fue recibida con alegría, emoción y júbilo por la mayoría del país. Macías ya presentía que sería ejecutado, y en una ocasión en que su abogado Eloy Eló intentó animarlo Macías le respondió «Tú eres tonto; no conoces al joven Jefe de Estado».
Sin una corte superior disponible, la decisión del Tribunal Militar era definitiva. Macías y otros cinco acusados condenados a muerte fueron ejecutados por un pelotón de fusilamiento compuesto por 21 soldados guineanos voluntarios en la Prisión Playa Negra a las 6 de la tarde del mismo día. Cada condenado fue ejecutado por tres soldados del pelotón. Otras fuentes citan que en realidad los condenados a muerte fueron ejecutados por un pelotón marroquí, ya que Macías tenía fama de poseer poderes mágicos y supuestamente ningún guineano se atrevía a ejecutarlo. Macías y los demás condenados negaron ser culpables hasta los últimos momentos de sus vidas.
Aparte de Macías, los demás ejecutados fueron los torturadores y asesinos pertenecientes a la escolta personal de Macías Fortunato Nsogo, Eduardo Nguema Edu y Bienvenido Mitcha, el antiguo Director de Seguridad Pastor Nsue y el antiguo vicepresidente y gobernador de la región continental Miguel Eyegue. Salvador Ondo, antiguo jefe de la cárcel de Malabo, encontrado culpable de asesinatos masivos durante su gestión carcelera y también condenado a muerte, fue indultado por el Tribunal por iniciativa de Obiang y se le conmutó la pena a cadena perpetua. No se sabe con exactitud cual fue el motivo del indulto, aunque se ha especulado que pudo deberse a la avanzada edad de Ondo (superior a 70 años) o a que podía ser un funcionario útil para el nuevo gobierno. Efectivamente, en 1982 Ondo Ela sería nombrado Delegado del Gobierno de Mongomo.
Durante su ejecución, Macías se mostró «calmado y digno», a diferencia de los demás condenados que fueron ejecutados junto a él, que lloraron.
Los cuerpos de Macías y los demás ejecutados fue enterrados en una fosa común en el cementerio de Santa Cruz, en Malabo. Los cadáveres de los ejecutados fueron trasladados en camión al cementerio por los mismos soldados que les dispararon.
Las ejecuciones fueron celebradas ampliamente por los guineanos. De todas formas, algunos sectores de la población tuvieron miedo de que el espíritu de Macías hubiera quedado deambulando como alma errante.
Poco después de las ejecuciones, uno de los médicos personales de Macías reveló que el dictador se hallaba en una fase terminal de sífilis al momento de su derrocamiento.
Los condenados Alberto Ndong, Norberto Nsue y  Tobías Nvulu fueron indultados por Obiang a fines de julio de 1981, en ocasión de cumplirse el segundo aniversario del Golpe de Libertad.

## Consecuencias
El 12 de octubre de 1979 Teodoro Obiang se autoproclamó presidente del país, teniendo lugar una ceremonia de investidura. El 31 de octubre del mismo año se firmó por primera vez desde 1971 un acuerdo de cooperación entre España y Guinea Ecuatorial y un protocolo de actuación, a los que seguirían el 5 de diciembre de 1979 un acuerdo de cooperación financiera, y dos protocolos. España y el país africano finalmente firmaron un Tratado de Amistad y Cooperación en octubre de 1980.
En diciembre de 1979, por otra parte, también se firmó un acuerdo de cooperación con Francia y los reyes de España Juan Carlos I de España y Sofía de Grecia visitaron Guinea Ecuatorial. Obiang se mostró muy satisfecho por esta visita y declaró que «entre España y Guinea ha nacido una amistad indestructible».

### Nueva constitución y disolución del Consejo Militar
En agosto de 1982 se aprobó en referéndum una nueva Constitución, que sustituía el Consejo Militar por un gobierno formal (con la inclusión de civiles) de Teodoro Obiang como Presidente en el plano ejecutivo, y por la Cámara de los Representantes del Pueblo en el plano legislativo.
Tras el establecimiento del régimen autoritario de Obiang, muchos militares participantes en el golpe cayeron en desgracia y fueron aislados, detenidos o asesinados.